# Microsoft SQL Server Management Studio
Microsoft SQL Server Management Studio (comúnmente abreviado como SSMS) es una aplicación utilizada para la gestión y administración de los componentes dentro de SQL Server. Es el sucesor de Enterprise Manager de la versión 2000 haciendo su aparición por primera vez con la versión 2005. 
A partir de la versión 11, se basa en el shell de Visual Studio, utilizando Windows Presentation Foundation para la interfaz y a partir de la 18 y posteriores se basan en Microsoft Visual Studio 2017. Actualmente tiene que descargarse por separado de SQL Server.

## Características principales
Entre sus características destacan:

## Explorador de objetos
En el Explorador de Objetos, el usuario puede manipular cualquier objeto dentro del servidor al que se esté conectado.

## Editor y diseñador de querys
SSMS incluye un potente editor y diseñador de querys que permite a los desarrolladores escribir, ejecutar y optimizar consultas SQL. Esto es crucial para realizar tareas como la creación, modificación y prueba de objetos de base de datos.

## Generación y publicación de scripts
SSMS ofrece herramientas avanzadas para generar y publicar scripts, lo que facilita la automatización de tareas administrativas y la implementación de bases de datos.

## Copias de seguridad y restauración
Una de las funciones clave de SSMS es la capacidad de realizar copias de seguridad y restaurar bases de datos. Esta funcionalidad es esencial para la protección y recuperación de datos, garantizando que los administradores puedan recuperar la información en caso de fallos del sistema o pérdida de datos.

## Monitoreo y ajuste del rendimiento
SSMS proporciona herramientas para monitorear la actividad del servidor y el rendimiento de las bases de datos. Esto incluye el registro y monitoreo de la actividad del servidor, lo que permite a los administradores identificar y solucionar problemas de rendimiento de manera proactiva.